# كاسيني-هويجنز

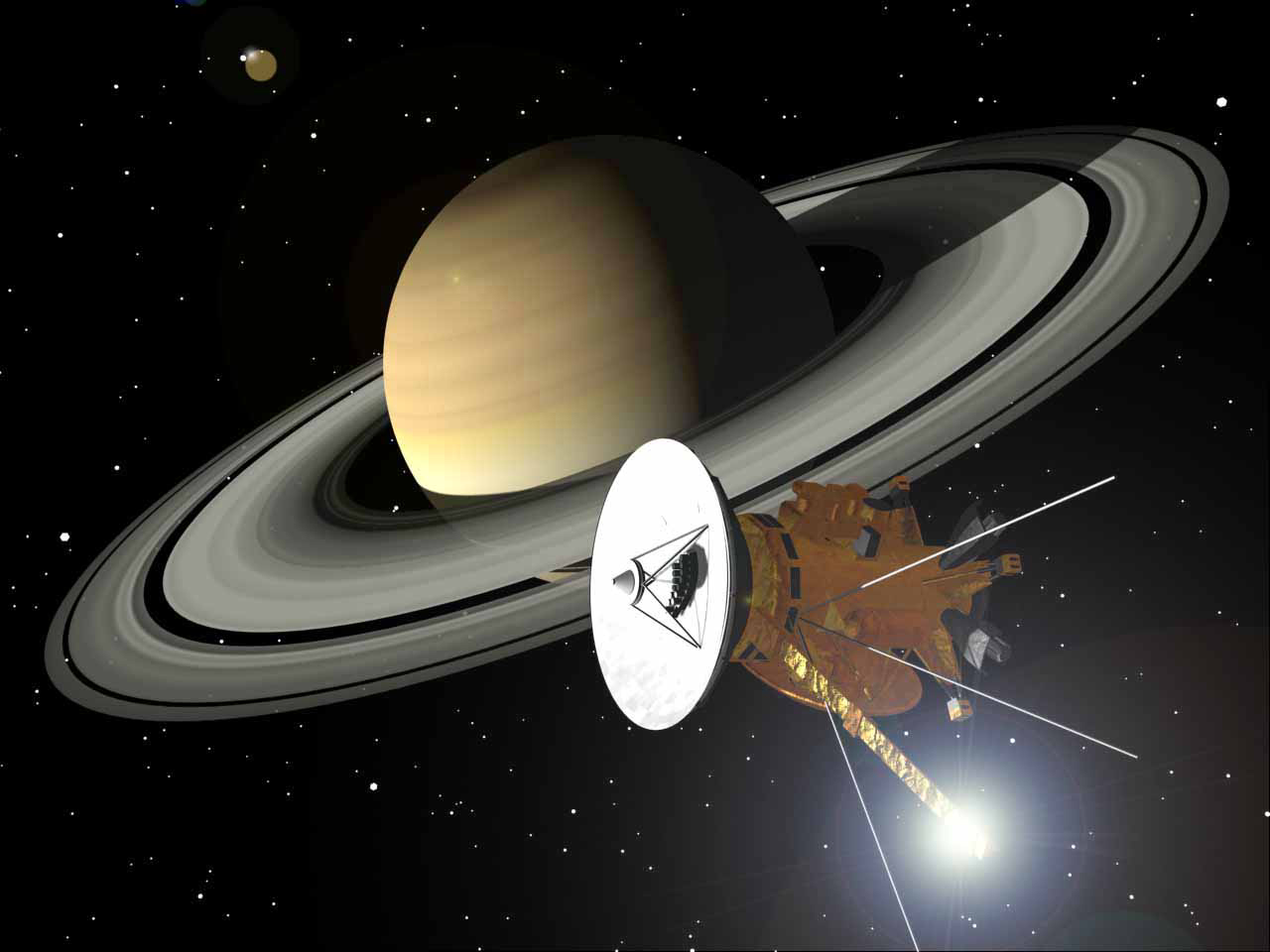
كاسيني-هويجنز حول زحل في رسم فني

مهمة كاسيني-هويجنز (بالإنجليزية: Cassini–Huygens)‏ والتي تُسمى عادة كاسيني كانت مشروع تعاون مشترك بين ناسا ووكالة الفضاء الأوروبية ووكالة الفضاء الإيطالية لإرسال مسبارين لدراسة كوكب زحل ونظامه، بما في ذلك حلقاته وأقماره الطبيعية. كانت مركبة فلاج شيب الروبوتية غير المأهولة تشمل كل من المسبار كاسيني الخاص بناسا، وهويجنز مسبار الإنزال الذي هبط على سطح تيتان أكبر أقمار زحل. كان كاسيني رابع مسبار فضائي يزور زحل وأول مسبار يدخل مداره. تمت تسمية المسبارين على أسماء كل من الفلكيين جيوفاني كاسيني وكريستيان هويجنز.
أُطلِق كاسيني على متن الصاروخ تيتان 4 في 15 أكتوبر 1997. وكان نشطًا في الفضاء لأكثر من 19 سنة، منها 13 سنة قضَّاها في مدار زحل يقوم بدراسة الكوكب ونظامه في دخوله في المدار في 1 يوليو 2004. وقد تضمنت الرحلة إلى زحل طيران قريب من الزهرة (أبريل 1998 ويوليو 1998)، والأرض (1999 أغسطس) والكويكب ماسورسكاي 2685 والمشتري (ديسمبر 2000). وقد انتهت المهمة في 15 سبتمبر 2017 عندما دخل كاسيني في غلاف زحل الجوي العلوي واحترق. وذلك من أجل تجنب خطر التلوث البيولوجي لأي من أقمار زحل التي لديها بيئات نشطة والتي يُحتمل أن تكون صالحة للحياة. ويُنظر إلى المهمة على نطاق واسع على أنها نجحت بشكل فاق التوقعات. وقد وصفها مدير قسم العلوم الكوكبية في ناسا بأنها «مهمة الأوائل»، والتي أحدثت ثورة في الفهم الإنساني لنظام زحل الذي يشمل أقماره وحلقاته، وفي فهمنا عن الأماكن التي يمكن العثور عن حياة فيها في النظام الشمسي.
مهمة كاسيني الأصلية كان مخططًا لها أن تستمر لأربع سنوات، من يونيو 2004 إلى مايو 2008. تم تمديد المهمة لسنتين أخرتين حتى سبتمبر 2010، ووُصفت بمهمة اعتدال كاسيني الشمسي (Cassini Equinox Mission). ثم مُددت المهمة للمرة الثانية والأخيرة مع مهمة انقلاب كاسيني الشمسي (Cassini Solstice Mission)، دامت لسبع سنوات أخرى حتى 15 سبتمبر 2017، في الوقت الذي دار فيه كاسيني ليحترق في الغلاف الجوي العلوي لزحل.
سافر المسبار هويجنز مع كاسيني حتى انفصاله في 25 ديسمبر 2004، وهبط بواسطة مظلة هبوط على تيتان في 14 يناير 2005. وأرسل البيانات إلى الأرض لمدة 90 دقيقة. كان هذا هو أول هبوط يتم انجازه في النظام الشمسي الخارجي وأول هبوط على سطح قمر غير قمر الأرض.
وفي نهاية المهمة نفذ المسبار كاسيني (جراند فاينال) «النهاية العظمى» (بالإنجليزية: Grand Finale)‏ لمهمته: عدد من مرات المرور المحفوف بالمخاطر عبر فجوات زحل وحلقاته الداخلية. وكان الغرض من هذه المرحلة هو تعظيم نتائج كاسيني العلمية قبل التخلص من المسبار. ودخول كاسيني الغلاف الجوي أنهى المهمة، غير أن تحليل البيانات التي تم إرسالها إلى الأرض سوف يستمر لسنوات عديدة.

## الرحلة
بدأت الرحلة الفضائية عام 1997 بعد أن نجحت وكالة الفضاء الأوروبية في صنع المسبار الفضائي «هويجنز» وأطلقته بالتعاون مع وكالة ناسا لابحاث الفضاء على ظهر سفينتها الفضائية «كاسيني». وفي شهر ديسمبر 2004 وصلت السفينة إلى مجال كوكب زحل بعد أن قطعت 3,5 مليار كيلومتر واكملت اقترابها من القمر تيتان، فانفصل المسبار هويجنز عن السفينة الأم وأكمل طريقه في اتجاه القمر، وبدأ المسبار هويجنز بالتوجه بهدوء نحو القمر تيتان منذ انفصاله عن مركبة كاسيني الفضائية في 24 ديسمبر 2004، أما السفينة كاسيني فستبقى تدور في مجال زحل حتى عام 2008 لأغراض البحث. ويزن المسبار الذي يأخذ شكل طبق طائر صغير حوالي 340 كيلو جرام، ويخترق اليوم المجال الجوي الكثيف للقمر بسرعة تصل إلى 21000 كم/الساعة. بعدها تُكبح سرعته عن طريق ثلاث مظلات تُفتح تباعاً حتى تصل سرعته إلى 45 كم/الساعة.
التقط المسبار صور يوم 6 يونيو 2009، للقطب الشمالي من قمر تيتان، تظهر الليل والنهار في النصف الشمالي لأكبر قمر تابع لكوكب زحل، باستخدام مرشحات طيفية زرقاء وحمراء وخضراء اختلطت جميعا لخلق الألوان الطبيعي الظاهر في الصورة. وكان المسبار على بعد حوالي 194 كم من الكوكب حين التقط صورا بمقياس رسم 11 كم لكل بيكسل. بينت تلك المعطيات ان القمر تيتان فيه تضارييس جبلية، ووديان رملية، والعديد من البحيرات، بل وربما براكين، وهي في مجموعها تجعله قريب الشبه جدا من كوكب الأرض.

## تجهيزات

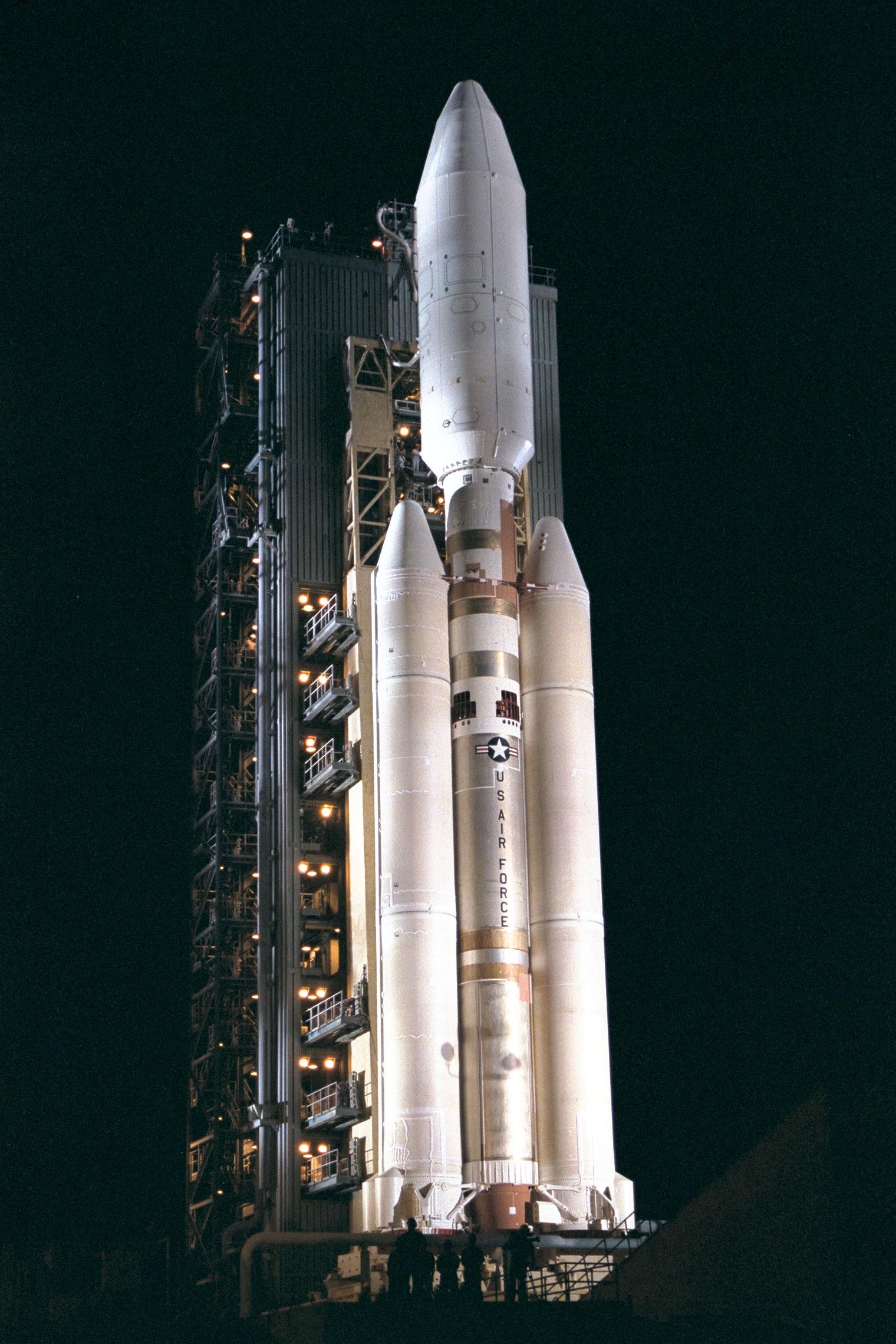
صاروخ تيتان 4 ب يحمل المسبار كاسيني-هيجنز على منصة الإقلاع.

يحمل المسبار «كاسيني» ستة أجهزة قياس خاصة، تقوم بالتقاط الصور وبجمع البيانات عن الضغط ودرجة الحرارة وطبيعة التفاعلات الكيميائية العضوية. وهو مزود بجهار للتصوير بالرادار وفي نطاق الضوء المرئي، وجهاز تصوير في نطاق الأشعة تحت الحمراء ومحلل للغبار الكوني ومطياف للبلازما ومطياف للأشعة فوق البنفسجية. وجهاز قياس المغناطيسية ومطياف الكتلة.
ويحتوي كاسيني على هوائي للاتصال بالأرض وللقيام بمشاهدات عن جو قمر زحل تيتان ولقياس مجال الجاذبية لهذالقمر ولزحل. ويبث المسبار المعلومات التي جمعها إلى السفينة الأم «هيجنز»، والتي بدورها تبثها إلى الأرض لتصل إلى قاعدة «دارمشتادت» بعد مرور 67 دقيقة على إرسالها.

## تكلفة البعثة
أعلنت ناسا تكلفة بعثة كاسيني-هيجنز إلى كوكب زحل كلآتي:
- تطوير قبل الإقلاع: 1,422 مليار دولار
- تعضيد البعثة: 710 مليون دولار
- متابعة البعثة: 54 مليون دولار
- الإقلاع: 442 مليون دولار
- مصروفات ايسا: 500 مليون دولار (منها 120 مليون يورو من ألمانيا [16])
- مصروفات إيه إس أي إيطاليا: 160 مليون دولار
- التكلفة الكلية: 3,288 مليار دولار

## المسار إلى زحل

مسار المسبار كاسيني-هيجنز إلى زحل (الانطلاق 15 سبتمبر 1997 المرور ب المشتري 30 ديسمبر 2000 والوصول إلى زحل في 1 يوليو 2004.)

أقلع مسبار كاسيني-هويجنز على قمة صاروخ تيتان 4 ب يوم 15 سبتمبر 1997 من مركز كينيدي للفضاء في كيب كانافيرال. وكان على قمة الصاروخ تيتات 4ب المرحلة العليا سنتاور التي تحمل المسبار وأعطت المسبار سرعة 8 كيلومتر في الثانية ووجهته في مسار أولي إلى الزهرة. واختير المسار الأولي إلى الزهرة حيث أن الصاروخ لا يستطيع تسريع المسبار بالسرعة الكافية وقدرها 1 و15 كيلومتر في الثانية لبلوغ زحل (في ذلك الوقت كان تيتان 4ب هو أقوي صاروخ).
وطبقا للخطة يعبر المسبار خلال دورتين حول الشمس والزهرة فتعطياه الدفعة المقلاعية اللازمة بواسطة الجاذبية، وكانت الدفعة الأولى في أبريل 1998 والثانية في يونيو 1999، ارتفعت خلالهما سرعة المسبار من 8 كيلومتر/الثانية إلى 6 و13 كيلومتر/الثانية. وقبل التوجه إلى الكواكب الخارجية مر المسبار يوم 18 أغسطس 1999 بالأرض التي دفعته هي الأخرى دفعة جاذبية مقلاعية رفعت سرعته إلى 19 كيلومتر/الثانية ووجهته إلى المشتري.
خلال تلك المرحلة الأولى من البعثة كان الهوائي عالي الكسب (في شكل الطبق) موجها إلى الشمس بحيث يقي المسبار من الإشعاع. وفي يوم 23 يناير 2000 حصل اقتراب بالمذنب 2685 ماسورزكي.

## المرور بالمشتري

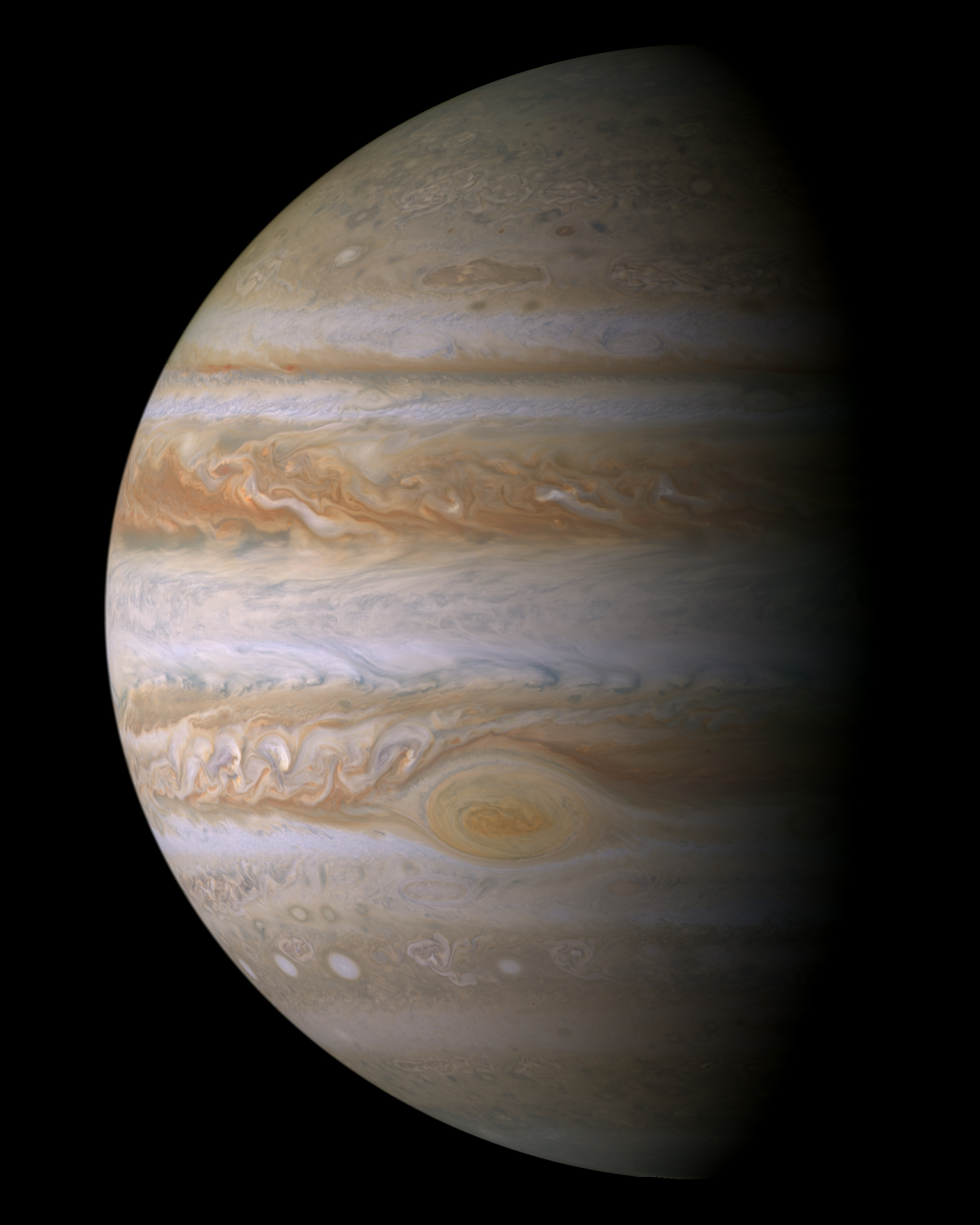
صورة المشتري.

بعد المرور بالأرض سار كاسيني في طريقة إلى المشتري أكبر كواكب المجموعة الشمسية. في 1 أكتوبر 2000 قام كاسيني بتصوير المشتري من على بعد 3 و84 مليون كيلومتر.
واستطاع كاسيني خلال 5 أشهر تالية تسجيل مشهداته عن المشتري وأقماره ويكمل ما قام به من قبل مسبار جاليليو من مشاهدات والتي اهتمت بمشاهدة الأقمار.
وقام كاسيني بتصوير المشتري عالية الوضوح، مجموع الصور 26.287، واستطاع التصوير باستخدام مرشحات لتجميع معلومات عن توزيع الغازات في جو المشتري.
خلال شهر ديسمبر اتيحت الفرصة لكاسيني لتصوير بعض أقمار المشتري. ونظرا لأن البعد بين كاسيني وبينها 4 و4 كيلومتر فظهرت صغيرة. ولكن أمكن تحليل الصور وعين شكل أحدها مستطيلا بمقاييس (120 km × 150 km) 
واستطاع جهاز التصوير المغناطيسي قياس المجال المغناطيسي للمشتري في ثلاثة أبعاد. وفي يوم 22 مارس انتهت مشاهدات المشتري وواصل كاسيني مساره إلى زحل حيث أنه يشكل البعثة الرئيسية.

## وقود نووي يمد كاسيني بالطاقة

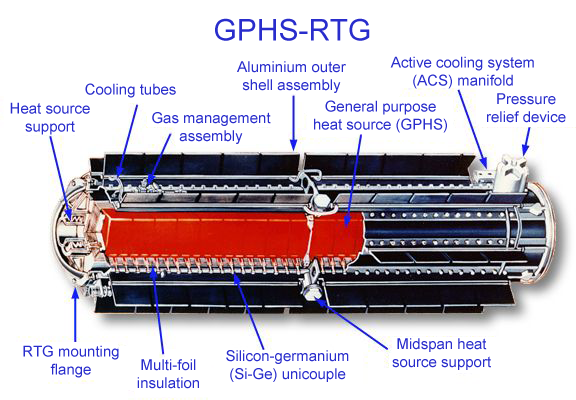
مقطع في أحد بطاريات البلوتونيوم-238.

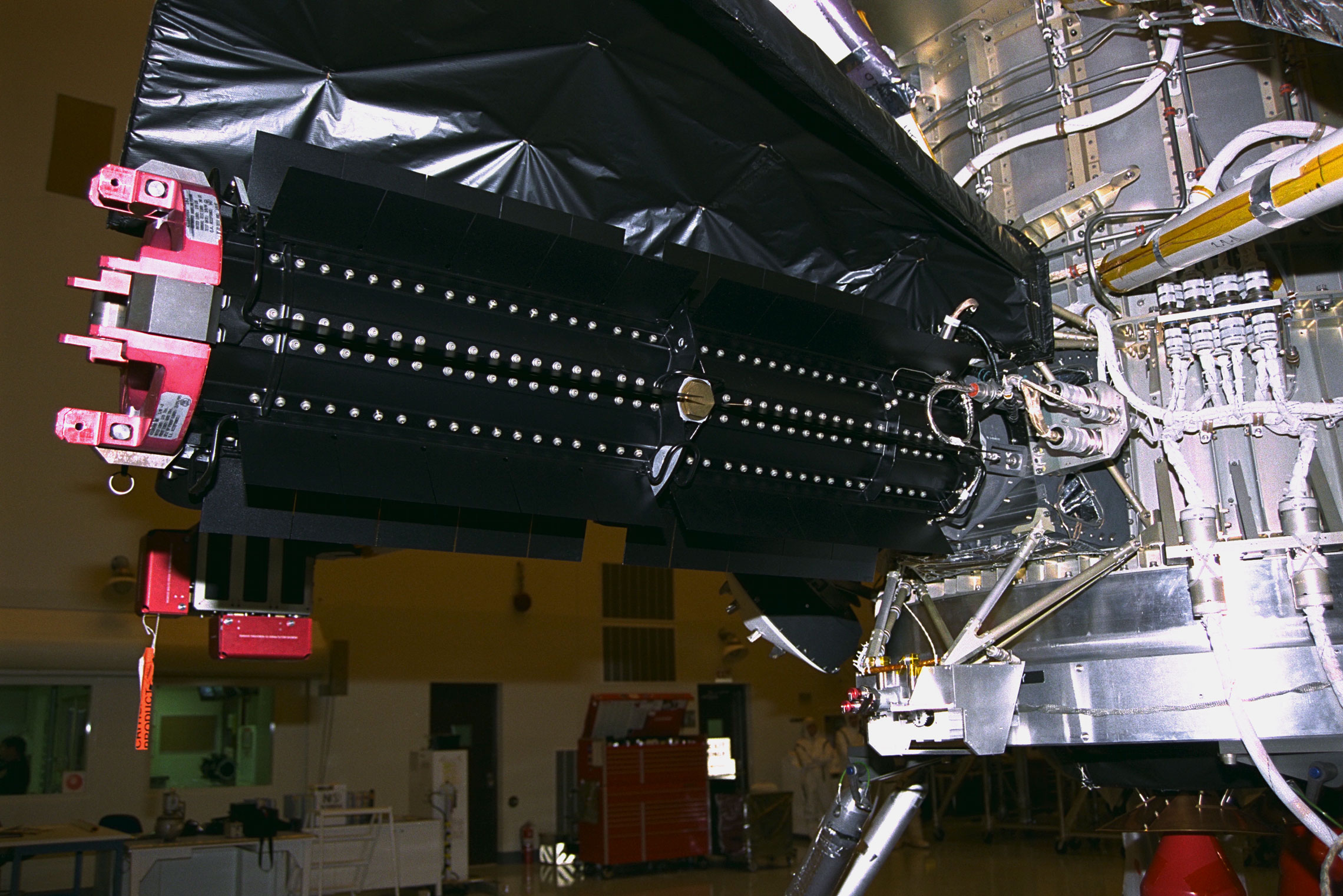
صورة لبطارية بلوتونيوم-238

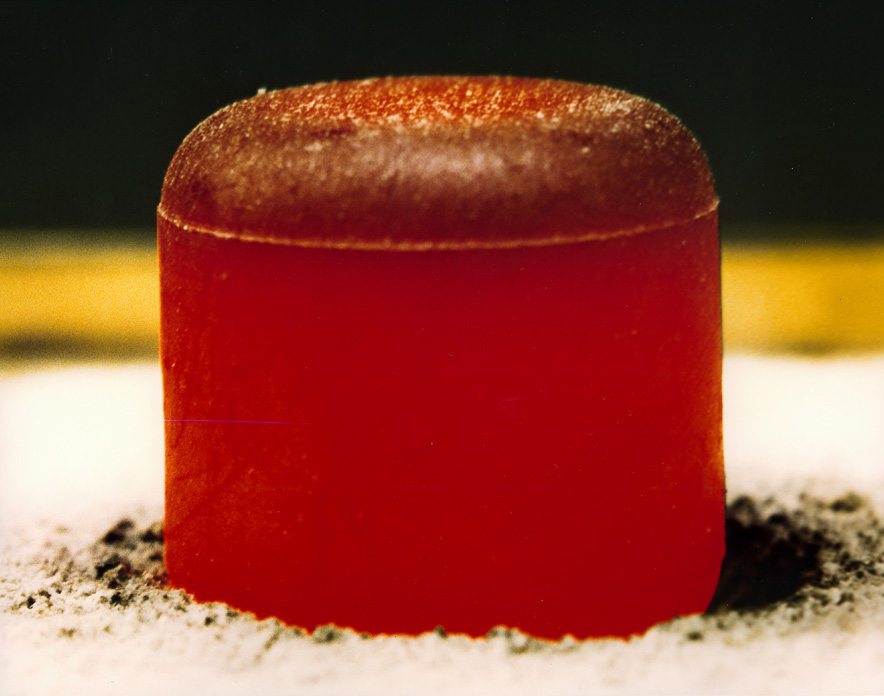
إحدى كبسولات البلوتونيوم-238 متوهجة بسبب أشعاعها جسيمات ألفا، ويمكن لحرارتها إنتاج كهرباء بواسطة مزدوجة حرارية.

نظرا لبعد زحل عن الشمس فلا تكفي الألواح الشمسية بمد كاسيني بالطاقة. لهذا تستخدم ثلاثة بطاريات نووية لمده بالطاقة الحرارية والكهربائية اللازمتين لتشغيل أجهزته.
تحتوي كل بطارية على 2و12 كيلوجرام من أكسيد البلوتونيوم، من ضمنها 7و9 كيلوجرام بلوتونيوم-238 . البلوتونيوم-238 يسخن بسبب قدرته الإشعاعية حيث أنه يشع أشعة ألفا.تنتج كل بطارية 4400 واط حرارة. يتحول جزء من تلك الطاقة الحرارية إلى طاقة كهربائية بواسطة مزدوجة حرارية ذات كفاءة 7% .

تبلغ إنتاج البطارية الواحدة عند بدء الرحلة 285 واط (أي تنتج الثلاثة بطاريات 855 واط) كهرباء. تنخفض تلك الطاقة بانخفاض إشعاع البلوتونيوم-238 بمرور الزمن (عمر النصف: 83 سنة)، أي ما يعادل 1و3% سنويا
. أنتجت البطاريات 670 واط طاقة كهربائية في عام 2010، وعند نهاية البعثة في عام 2017 ستصل الطاقة الكهربائية الناتجة نحو 605 واط.

## بعثة كاسيني-هيجنز

### الانفصال

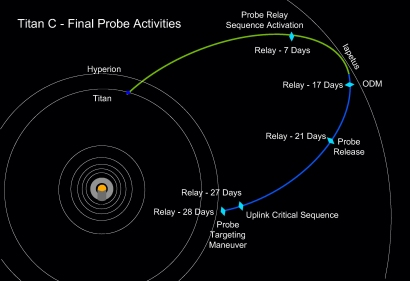
مسار كاسيني-هيجنز قبل الانفصال بثلاثة أسابيع.

في يوم 25 ديسمبر 2004 في تمام الساعة 3 بتوقيت وسط أوروبا انفصل كاسيني عن هيجنز وذلك بانفجار ثلاثة عبوات صغيرة جعلت كاسيني يبتعد عن هيجنز بسرعة 35 و0 متر/ الثانية.
وبعد 12 ساعة من الانفصال قامت المركبة الفضائية كاسيني بالتقاط صورة للمسبار هيجنز تؤيد أن المسبار في مساره السليم.
وطبقا للخطة الموضوعة لمسار الطيران يصل هيجنز بعد الانفصال إلى تيتان بعد 21 يوم للهبوط عليه.

## المسبار هويجنز

### الهبوط على تيتان
في 14 يناير - بعد ثلاثة أسابيع من الانفصال - بدأت البعثة العلمية لهيجنز. وفي الآتي نصف الأحداث بحسب توقيت وسط أوروبا، 

سطح القمر تيتان كما صورته الكاميرا VIMS.

حيث أرسل هيجينز المعلومات بمعدل 8 كيلوبايت /الثانية إلى كاسيني التي قام بتخزينها لإرسالها إلى الأرض بعد نهاية بعثة كاسيني هيجنز:
11:13 يدخل هيجنز جو تيتان من ارتفاع 1200 كيلومتر
11:17 تبلغ سرعة المسبار 400 متر في الثانية وعلى ارتفاع 180 كيلومتر تنفتح مظلة الهبوط. تعمل المظلة الابتدائية على فصل درع الحماية الحراري وبعدها ب 5 و2 ثانية تنفتح المطلة الرئيسية.
11:18 على ارتفاع 160 كيلومتر ينفصل الدرع الواقي من الحرارة السفلي، بذلك يمكن تشغيل المطياف الراديوي أثناء الهبوط ليصور المناظر أسفله ويحلل الطيف.
11:32 Der تنفصل المظلة الرئيسية على ارتفاع 125 كيلومتر وانفتاح المظلة الثالثة والأخيرة.
11:49 على ارتفاع 60 كيلومتر يشتغل جهاز تحليل الجو.
12:57 تشغيل جهازي كروموجراف ومطياف الكتلة
13:30 إنارة لمبة الكاميرا للقيام بالتصوير وتحليل طيف الضوء المنعكس من سطح تيتان
13:34 سرعة هيجنز 17 كيلومتر / الساعة ويهبط بسلام على السطح. تبلغ درجة الحرارة -180 درجة مئوية والضغط 1467 مللي بار.
15:44 هيجنز يفقد الاتصال بكاسيني نظرا لافتقاد الرؤية بينهما، وتنتهي البعثة.
16:14 يوجه كاسيني هوائيه إلى الأرض ويرسل المعلومات التي اختزنها.

## صور لزحل

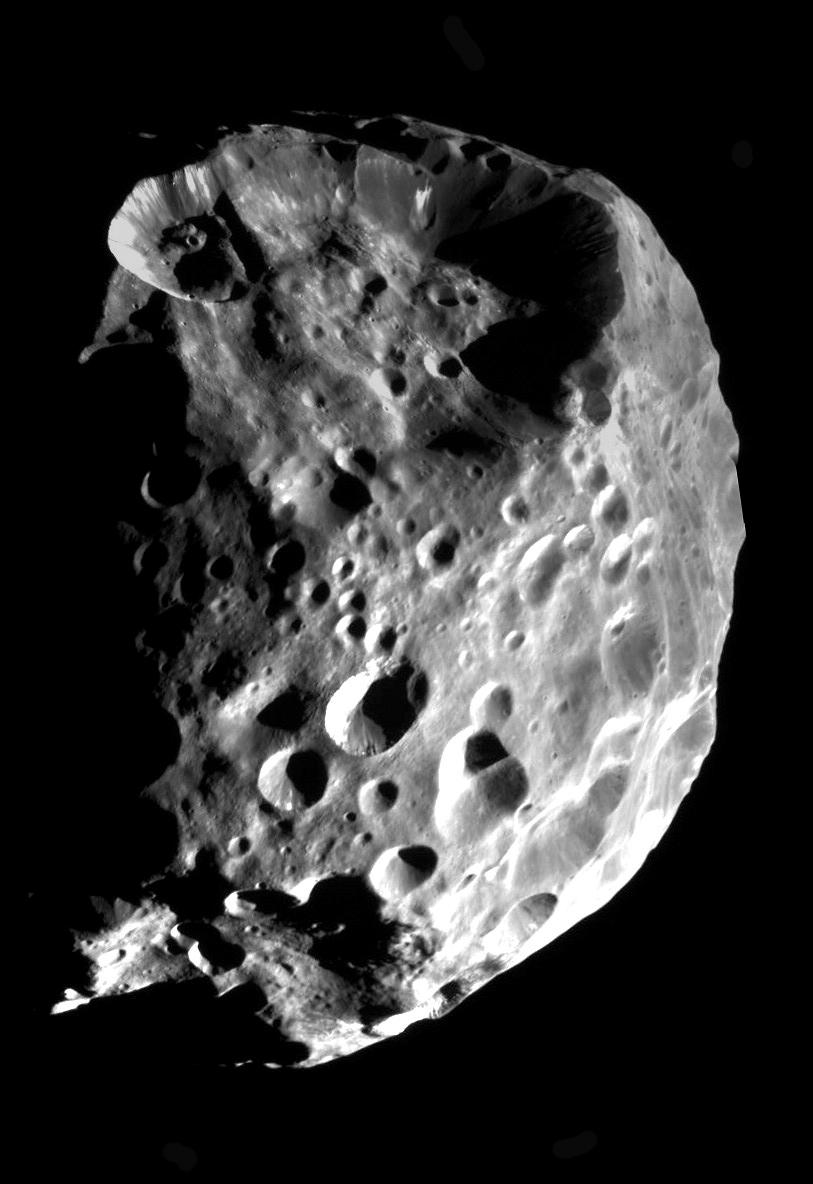
القمر فوبي
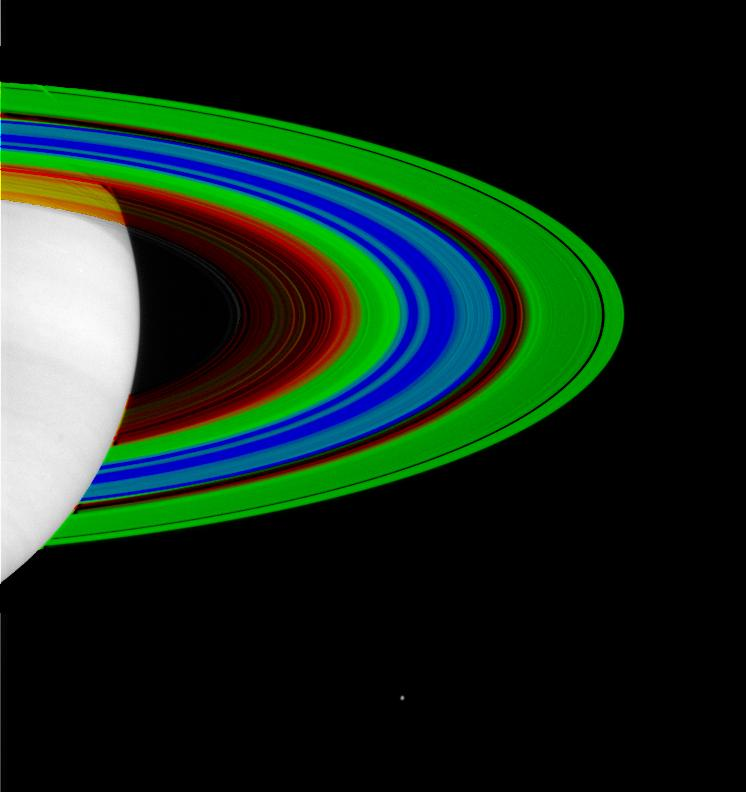
التوزيع الحراري لحلقات زحل (الألوان اختيارية، أحمر : −163 درجة مئوية, وأزرق: −203 C°
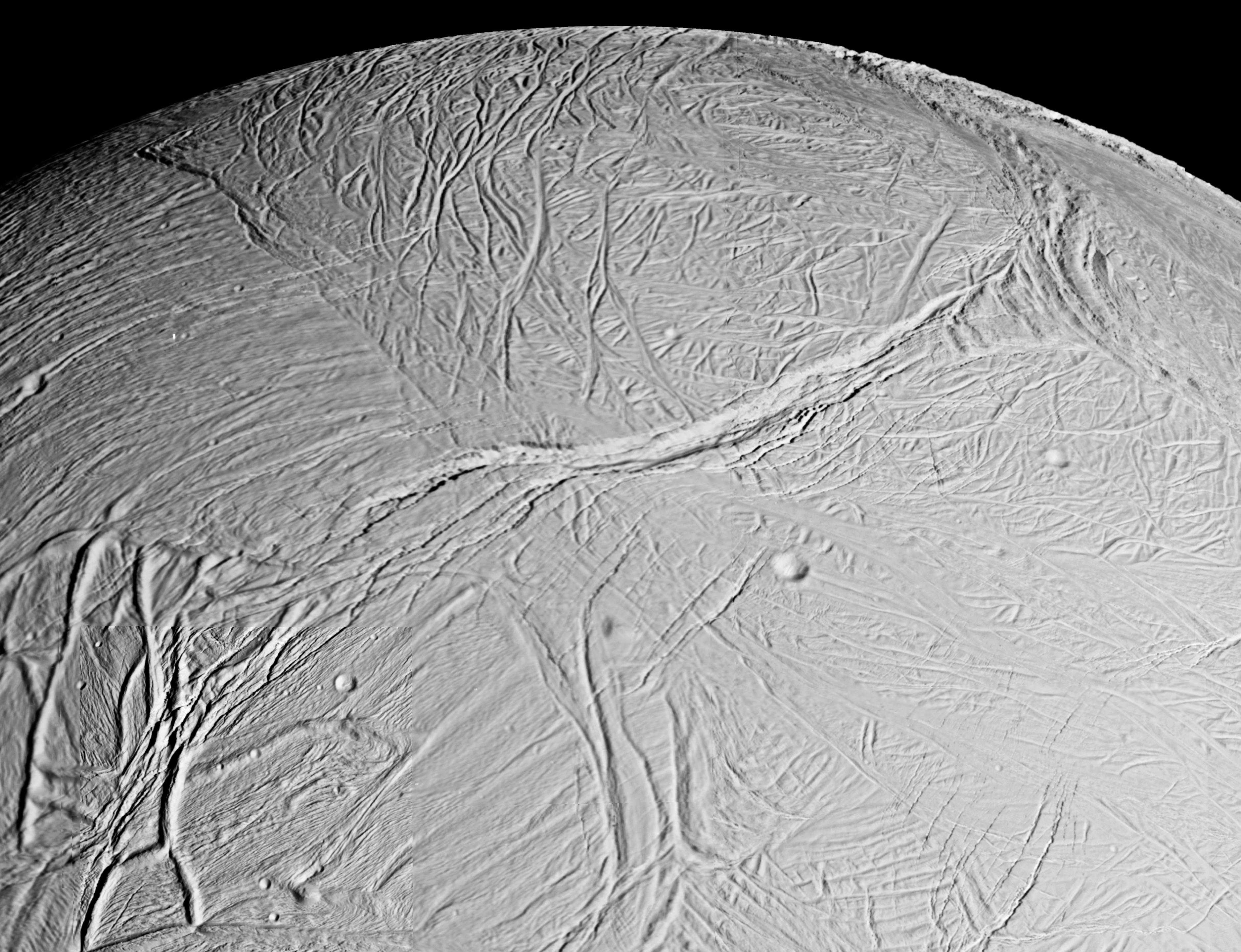
سطح القمر إنكلادوس
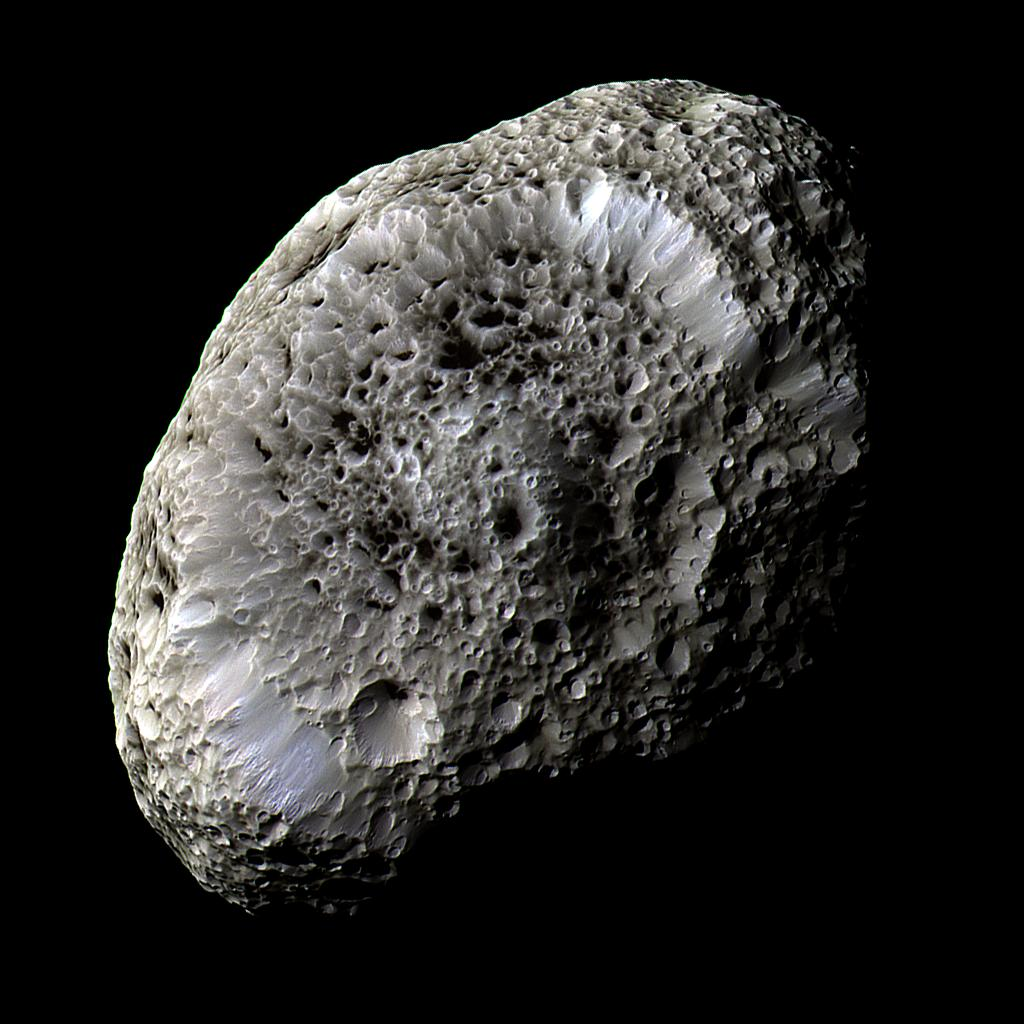
القمر هايبرون
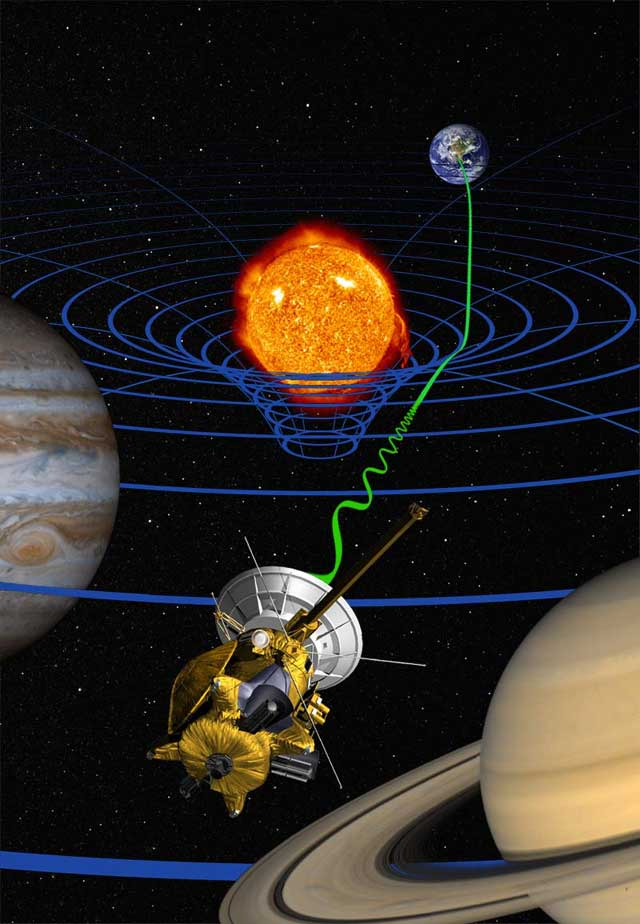
رسم يوضح انحناء شعاع الاتصال تحت تأثير جاذبية الشمس ، طبقا للـ نظرية النسبية (شعاع الاتصال بين كاسيني-هويجنز والأرض)

## اكتشاف أقمار زحل
عدد الأقمار لزحل التي تم للمركبة الفضائية كاسيني اكتشافها 7 أقمار تدور حوله. وعن طريق الصور التي التقطها كاسيني حول زحل اكتشف العلماء أقمار زحل «ميثون»، و «بالين» و «بوليدويسيس» في عام 2004 , مع أن صور فوياجر 2 قد صورت القمر بالين في عام 1981 عندما عبرت الفضاء بالقرب من كوكب زحل.

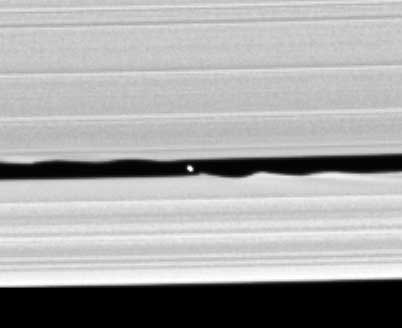
اكتشاف قمر زحل المسمى "دافنيس" Daphnis.

وفي 1 مايو 2005 اكتشف قمر جديدا وسمي فيما بعد «دافنيس». ثم اكتشف قمر خامس بواسطة كاسيني في 30 مايو 2007 سمي فيما بعد «أنثي». ثم أصدرت ناسا في 3 فبراير 2009 نبأ اكتشاف قمر جديد لكوكب زحل، وهذا القمر يبلغ قطره 3و1 ميل، ويوجد في الحلقة G-ring ، إحدى حلقات زحل. وقد سمي هذا القمر «أغايون».
). ثم صدرت نشرة في 2 نوفمبر 2009 تفصح عن اكتشاف قمر سابع لزحل، تم اكتشافه في 26 يوليو2009. ويبلغ قطر هذا القمر نحو 300 متر وهو يوجد في الحلقة B-ring .
وفي 14 أبريل 2014 أعلن الباحثون في ناسا عن احتمال بدء قمر جديد في الحلقة A Ring لكوكب زحل.

## وصلات خارجية
- الصور المرسلة من المسبار الفضائي